# Калище (община Врабчище)
Вижте пояснителната страница за други населени места с името Калище.
Калище или Калища (на македонска литературна норма: Калиште; на албански: Kalishti, Калищи) е село в Северна Македония, в община Врабчище.

## География
Селото е разположено в областта Горни Полог в източното подножие на Шар (масива Враца).

## История
На километър южно от Калище е късноантичната крепост Соколец.
В края на XIX век Калище е албанско село в Тетовска каза на Османската империя.
В 1913 година селото попада в Сърбия. Според Афанасий Селишчев в 1929 година Калище е село в Пожаранска община в Горноположкия срез и има 103 къщи с 510 жители албанци.
Според преброяването от 2002 година селото има 681 жители.
| Националност | Всичко |
| македонци    | 1      |
| албанци      | 668    |
| турци        | 0      |
| роми         | 0      |
| власи        | 0      |
| сърби        | 0      |
| бошняци      | 0      |
| други        | 12     |

## Личности
Родени в Калище
- Хакя Зинел, български войник, 15 допълнителна дружина, 2 рота, починал на 10.04.1917 г. в гр. Силистра